# Teatre romà de Catània
El Teatre romà de Catània està situat al centre de la ciutat de Catània, plaça de Sant Francesc, entre la Via Vittorio Emanuele i la Via del Teatre Grec. El teatre, que data del segle ii, va ser superposat sobre una anterior construcció del primer segle, o fins i tot més reculat. Té uns 80 metres de diàmetre i ha mantingut la càvea, l'orquestra i algunes parts de l'escena. Construït amb roca de lava de l'Etna, va ser decorat amb marbre i estàtues (de les quals va ser desposseït al segle xi pel comte Ruggiero per a la construcció de la Catedral) i és probable que la part superior de l'escala va ser rematat per una columnata similar a la del teatre Taormina. La seva capacitat era d'uns 7.000 espectadors. Prop del teatre hi ha les restes de l'Odèon, que també es remunten a l'època romana.
El teatre va deixar de ser utilitzat entre els segles V i VI. Tot i que els treballs arqueològics al jaciment van començar al segle XVIII sota el mandat d'Ignazio Paternò Castello, príncep de Biscari, el jaciment no es va netejar de les cases que s'havien construït a l'estructura fins al 1959. Alguns dels marbres i artefactes recuperats durant les excavacions i restauracions s'exposen a les adjacents Casa Pandolfo i Casa Liberti.
En els anys setanta del segle XX era utilitzat per a espectacles d'estiu, però fins i tot aquest ús va ser abandonat. Actualment és parcialment obert. El teatre, que no es troba en bones condicions, està envoltat d'edificis que redueixen la facilitat d'ús.